# Скроньско
Скро́ньско (пол. Skrońsko, нем. Skronskau (до 1936 года), Buchental (1936-1948)) — село в Польше в гмине Гожув-Слёнский Олесненского повета Опольского воеводства.

## История
В 1925 году в селе проживало 397 человек, в 1933 году — 416 человек.
В 1921 году в селе состоялся Верхнесилезский плебисцит. В голосовании приняли участие 213 человек, имевших право голоса. За Германию проголосовало 95 человек (44,6 %) и за присоединение к Польше — 116 человек (54,5 %).
До 1936 года село носило немецкое название Скронскау. 27 апреля 1936 года Скронскау было переименовано в Бухенталь. 1 апреля 1939 года село было включено в состав села Бишдорф. 1 июня 1948 года Бухенталь был переименован в Скроньско.
В 1975—1998 годах село входило в Ченстоховское воеводство.

## Достопримечательности
В селе находятся памятники культуры Опольского воеводства:
- Деревянная церковь святых Валентина и Варфломея, построенная в начале XVII века. Сгорела в 1999 году. На её месте была построена новая каменная церковь;
- Часовня XVIII века;